# Pilinová kamna
Pilinová kamna (lidově piliňáky) jsou kamna, ve kterých se spalují dřevěné piliny. Tato kamna jsou obvykle válcového tvaru postaveného svisle. Plnění těchto kamen je horní.

## Hoření v pilinových kamnech
Vnitřní prostor pilinových kamen je téměř vyplněn pilinami. Jelikož spalování pilin začíná na spodní straně kamen, je nutné, aby prostorem s pilinami mohly proudit spaliny, proto je v pilinách ponechán otvor.
Z hlediska plnění existují dva druhy pilinových kamen:
- kamna s pevným bubnem
- kamna s výměnným bubnem

Výhoda pilinových kamen s výměnným bubnem spočívá v možnosti naplnění druhého bubnu a jeho výměně v případě vyhoření. U kamen s pevným bubnem je nutné před doplněním paliva vyčkat úplného dohoření paliva.